# Юргенс, Николай Данилович
Николай Данилович Юргенс (1847—1898) — русский морской офицер, гидрограф и полярный исследователь.

## Биография
В 1868 году окончил штурманское училище, после чего принимал участие в трёхлетнем кругосветном плавании на клипере «Всадник». В 1870 году получил звание прапорщика. С 1871 года Николай служил в Компасной обсерватории в Кронштадте, в 1874 году поступил в Морскую академию. После окончания Юргенс снова служил в обсерватории, был на стажировке в США.
В 1877 году Николай Юргенс служил старшим штурманский офицером на лодке «Ёрш», в 1878 году на крейсере «Азия», в 1879 году на броненосном фрегате «Генерал-Адмирал».

### Ленская экспедиция
С 1882 по 1883 годы проходил первый в истории официальный Международный полярный год. В рамках его программы Россия обязалась обустроить на своей территории две полярные станции: в устье реки Лены и на Новой Земле. 30 сентября 1880 года начальником Ленской экспедиции Полярная комиссия Русского географического общества избрала Николая Юргенса, поручика корпуса флотских штурманов. Кроме Юргенса в состав экспедиции входили астроном-магнитолог Адольф Георгиевич Эйгнер, доктор медицины Александр Александрович Бунге и пятеро моряков и солдат. В Якутске к ним был прикомандирован ещё один член, наблюдатель и переводчик с якутского казак А. Большёв. Подготовку учёные проходили в Пулковской астрономической, Павловской магнитно-метеорологической и в Главной физической обсерваториях, где одновременно проходила поверка метеорологических приборов для наблюдений на станции.
16 декабря 1881 года участники экспедиции c большим багажом отправились в путь из Санкт-Петербурга. По пути докупались дополнительные инструменты, продовольствие и расходные материалы. В Якутске масса перевозимого груза, включая дом для станции, будки для приборов, сами приборы и провизию для команды на полтора года, достигла 8 000 пудов (128 тонн). Спустя 8 месяцев, 7 августа 1882 года достигли места назначения — Кетах, самого северного поселения дельты Лены, располагавшегося на острове Кытах-Арыта (200 км на северо-запад от Тикси). Сравнительно сухое место для обустройства станции было выбрано после двухдневного поиска на противоположном берегу протоки — в южной части острова Сагастырь, и уже 19 августа были проведены первые метеорологические наблюдения. С этого времени они проводились ежечасно на протяжении 22 месяцев, согласно заданной программе. А два раза в месяц их следовало проводить через каждые 5 минут круглосуточно и через каждые 20 секунд в течение часа. Помимо метеорологических наблюдений, участники группы проводили геодезические съёмки, составляли карты, провели ряд дальних поездок для определения астрономических и магнитных пунктов, в частности к устью реки Оленёк, на острова Дунай и другие, налаживали взаимоотношения с якутами. В 1883—1884 годы члены экспедиции даже произвели раскопки останков мамонта, найденного в 1883 году старостой Туматского наслега (Усть-Янский улус). 26 июня 1884 года работа на станции была завершена и участники экспедиции покинули остров. 14 июля они доплыли до поселения Булун Булунского улуса (120 километров к юго-западу от Тикси), где пересели на пароход «Лена». 19 августа Юргенс с товарищами прибыли в Якутск, оттуда отправились в столицу.
В ходе экспедиции Николай Юргенс сделал серию карандашных рисунков, изображающих северное сияние. Географическое общество впервые представило их широкой публике только в 2011 году на выставке «Aurora borealis».
По возвращении Николай Юргенс получил звание штабс-капитана 1 января 1885 года и был избран действительным членом Императорского Русского географического общества. По результатам наблюдений и исследований Юргенс подготовил отчёт «Экспедиция к устью реки Лены с 1881 года по 1885 год», зачитанный 6 марта 1885 года во время общего собрания Географического общества и впоследствии изданный (переиздавались под заглавием «Труды русской полярной станции на устье Лены» в 2-х частях). В том же году Николай был награждён высшей наградой Географического общества — Золотой Константиновской медалью.
В 1886 году Николай Юргенс получил Орден Святого Владимира 4-й степени. В период с 22 сентября 1888 года по 1889 год Юргенс совершил заграничное плавание на броненосном фрегате «Адмирал Нахимов», после чего служил в должности флагманского штурманского офицера Штаба Начальника эскадры в Тихом океане.
25 сентября 1890 года Юргенс получил звание капитана с последующим увольнением со службы. Николай Юргенс умер в 1898 году.